# Solinger Tageblatt
Le Solingen Tageblatt est un journal quotidien régional allemand diffusé essentiellement à Solingen, en Rhénanie-du-Nord-Westphalie.

## Histoire
Le 1er juillet 1809, l'hebdomadaire Verkündiger paraît avec une première édition de 45 exemplaires. L'éditeur et en même temps rédacteur en chef est l'imprimeur de livres Carl Siebel. En 1822, le journal est rebaptisé Solinger Wochenblatt ; en 1825, il a un tirage d'environ 250 exemplaires. À partir de 1834, le journal s'appelle Solinger Kreis-Intelligenzblatt jusqu'en 1912.
Carl Siebel transfère l'entreprise à son gendre N.D. Hoffmann en 1855, et de lui, il passe à B. Boll en 1867, dont la famille en est toujours propriétaire aujourd'hui. Le 1er octobre 1888, le journal devient un quotidien.
Le 1er octobre 1912, le nom est changé à nouveau en Solingen Tageblatt. L'éditeur reste le même. Le nombre de colonnes est réduit de 5 à 3 (aujourd'hui il y en a 6) et la machine à composer est introduite. Mais les images ne sont toujours pas possibles dans le court laps de temps requis pour produire un journal quotidien.
À la fin de la Seconde Guerre mondiale, le Solingen Tageblatt, comme tous les journaux allemands, doit cesser de paraître, mais il est autorisé à paraître à nouveau à partir de décembre 1949. Le bâtiment de l'édition et de l'imprimerie ayant été victime de la guerre, l'éditeur s'associe éditorialement avec le General-Anzeiger Wuppertal et le Remscheider General-Anzeiger. La rédaction de Solingen n'est donc pas une rédaction à part entière, mais produit uniquement la rubrique locale. Le manteau est obtenu auprès de la rédaction principale du Westdeutsche Zeitung à Wuppertal.
Fin 2011, l'éditeur du Solingen Tageblatt acquiert tous les titres et droits d'édition du Remscheider General-Anzeiger avec ses éditions principales Wermelskirchener General-Anzeiger, Hückeswagener Stadtanzeiger et Radevormwalder Zeitung de J. F. Ziegler KG Druckerei und Verlag.